# Зек Бреф
Зекари Израел Бреф (енгл. Zachary Israel Braff; рођен 6. априла 1975. у Саут Оринџу), амерички је филмски, позоришни и ТВ глумац, редитељ, сценариста и продуцент. Велику популарност донела му је улога Џона Доријана у ТВ серији Стажисти. Зек је неколико пута био номинован за Еми и Златни глобус.